# 155 pr. n. št.

## Smrti
- Farnak I. Pontski (* ni znano)